# Half-Life: Blue Shift
Half-Life: Blue Shift este un pachet de expansiune, lansat în 2001 pentru Half-Life, dezvoltat de Gearbox Software, distribuit fizic de Sierra Entertainment, iar digital pe platforma Steam. Blue-Shift este al doilea pachet de expansiune lansat pentru Half-Life, primul pachet de expansiune, Half-Life: Opposing Force, fiind lansat în 1999, de asemenea, dezvoltat de Gearbox Software.
Blue Shift a fost complet conceput pentru consola Dreamcast, făcând parte dintr-un pachet realizat de Gearbox Software care porta jocurile Half-Life pe consolă. Blue Shift a fost lansat pe Windows pe data de 12 iunie 2001, iar pe Steam pe data de 24 august 2005.
În Blue Shift, jucătorul vede evenimentele din Half-Life prin ochii lui Barney Calhoun, un agent de pază angajat la facilitatea de cercetare Black Mesa. Calhoun supraviețuiește dezastrului din Black Mesa și trebuie să scape din facilitate, luptându-se cu inamici pentru a scăpa. Față de pachetul de expansiune precedent, Blue Shift diferă prin introducerea de puzzle-uri și axându-se pe protejarea unui savant important pentru a scăpa din facilitate.
De asemenea, Blue Shift a fost lansat împreună cu un pachet de grafici îmbunătățite pentru modelele din joc, acesta devenind disponibil și pentru Half-Life și Half-Life: Opposing Force.
Blue Shift a primit recenzii mixte la lansare. Mulți dintre acești critici au exprimat același criticism pentru durata scurtă a jocului împreună cu lipsa de conținut nou, comparându-l cu pachetul de expansiune precedent Opposing Force sau jocul Counter-Strike care au introdus conținut nou semnificativ. Totuși, unii critici au apreciat noul pachet de grafici adăugat.

## Mod de joc
Fiind un pachet de expansiune pentru Half-Life, modul de joc nu diferă foarte mult față de jocul de bază. Jocul este un shooter first-person în care jucătorii traversează diverse nivele, luptându-se cu inamici variați și rezolvând anumite puzzle-uri, și ocazional făcând pauze pentru a încărca următoarea parte a nivelului. Asemenea Half-Life, evenimentele din joc se bazează pe scripturi, nu pe scene cinematice.
Jucătorul încearcă să scape din Black Mesa, ajutat ocazional de diverse caractere precum paznici sau savanți, care pot oferi și informații relevante. Blue Shift are o mare porțiune din joc dedicată în protejarea unui personaj important de către inamicii din joc, și escortarea sa pentru a scăpa din facilitate. Jucătorul se va confrunta cu extratereștrii din „Xen” dar și cu infanteria Marină SUA. Față de pachetul de expansiune precedent, Blue Shift nu introduce elemente prezente din Opposing Force în Blue Shift, precum inamici sau arme noi, jucătorul având un arsenal de arme mai limitat.

## Povestea

### Decorul
Blue Shift are loc în aceeași locație și timp cu jocul original, având loc în facilitatea de cercetare Black Mesa. În jocul original, Gordon Freeman, personajul jucat de jucător, asistă la o eroare științifică care cauzează rifturi de portale interdimensionale între Pământ și lumea de graniță „Xen”, permițând extratereștrilor să vină pe Pământ. În Blue Shift, jucătorul joacă rolul lui Barney Calhoun, un agent de pază la facilitatea Black Mesa, staționat lângă laboratoarele unde a avut loc catastrofa. Calhoun este responsabil pentru prezervarea echipamentelor și siguranța lucrătorilor, sănătatea sa fiind cea mai mică prioritate. După catastrofă, Calhoun îl asistă pe savanatul Rosenberg, un om de știință de grad înalt implicat în incident, pentru a scăpa din facilitate.

### Acțiunea
Jocul începe similar cu din Half-Life, Calhoun se deplasează către locul de muncă utilizând trenul intern al facilității. Odată ajuns, este informat despre un lift defect, la a cărui reparație trebuie să contribuie. În momentul în care Calhoun ajunge la fața locului, experimentul la care participă Freeman eșuează catastrofal, declanșând un turbulențe masive în întreaga facilitate și deschizând portaluri dimensionale între Pământ și lumea extraterestră „Xen”. Liftul în care se află Calhoun suferă avarii severe și se prăbușește în adâncurile complexului.
După ce își revine la baza liftului distrus, Calhoun începe să traverseze prin facilitate, încercând să găsească o cale de a ieși la suprafață. Acolo, un savant rănit îl informează că Dr. Rosenberg și câțiva colegi lucrează la un plan de scăpare folosind teleportatoare. Calhoun pornește în căutarea lui Dr. Rosenberg, pe care îl găsește captiv de infateria Marină, trimisă să elimine prezența extraterestră. După ce îl salvează, Calhoun trebuie să-l escorteze pe Dr. Rosenberg până la un lift care îi va duce la un laborator de teleportare abandonat. Ajunși, savanții prezenți sunt pregătiți să inițieze procesul de teleportare. Dr. Rosenberg îl trimite pe Calhoun în „Xen” pentru a calibra echipamentul necesar stabilirii unui punct de teleportare, pentru evadarea din facilitate. La întoarcere, Calhoun află de la Dr. Rosenberg că bateria teleportatorului s-a epuizat, iar o echipă trimisă în căutarea unei noi bateri nu a mai dat niciun semn.
Calhoun se îndreaptă către secțiunea de generatoare pentru a recupera o nouă baterie, întâlnindu-se în drum cu forțele Marinei SUA și extratereștrii din „Xen”, aflându-se într-o luptă intensă. După ce reușește să aducă bateria necesară, Dr. Rosenberg începe să teleporteze savanții, unul câte unul, pentru a-i evacua. După ce și el însuși se teleportează, Calhoun rămâne ultimul, însă este atacat de infateria Marină chiar în timp ce încearcă să ajungă la teleporter. Conflictul escaladează, provocând o explozie care îl aruncă pe Calhoun într-un „reflux armonic”, teleportându-l aleatoriu între „Xen” și Black Mesa. În timpul uneia dintre aceste teleportări, Calhoun îl observă pe Freeman, târât de doi soldați din infateria Marină, înainte ca teleportatorul să se stabilizeze și să-l aducă înapoi la Dr. Rosenberg, unde reușesc să scape din facilitate.

## Personaje

### Barney Calhoun
Barney Calhoun este protagonistul jocului, caracterul jucat de jucător, un agent de pază angajat la facilitatea de cercetare Black Mesa. Numele de „Barney” este inspirat de personajul fictiv „Barney Fife” din seria americană „The Andy Griffith Show”. De asemenea, numele de „Barney” a devenit numele generic pentru toți paznicii din Half-Life.
Din Half-Life: Blue Shift, fiind dat faptul că Calhoun nu vorbește, acesta nu are o personalitate anume, dar, în Half-Life 2, devine un personaj important în poveste, prezentat ca un lider capabil pentru „rezistența” împotriva „combine”. Pe lângă asta, Calhoun mai apare și ca o persoană prietenosă, calculată și optimistă.

#### Relația cu Gordon Freeman
Calhoun este prieten foarte bun cu Gordon Freeman încă din evenimentele din Half-Life, pe vremea când lucrau amândoi la facilitatea Black Mesa. Relația lor este sugerată și în Half-Life 2, când Calhoun îi spune lui Freeman „About that beer I owe ya.”, o referință la jocul original. Acolo, dacă Freeman interacționează cu un paznic, acesta ar putea răspunde cu linia „Hey, catch me later, I'll buy you a beer.”
În Blue Shift, în vestiarul lui Calhoun se pot observa două cărți despre conspirații extraterestre și guvernamentale, sugerând că acesta are o înclinație spre teorii conspiraționiste. Ironia este că, în joc, Calhoun se confruntă cu extratereștri, iar personajul enigmatic din joc „G-Man” este un personaj guvernamental. În Half-Life: Decay, se poate observa în dormitorul lui Gordon Freeman o copie a cărții pe care Calhoun o deține, despre conspirații extraterestre, ceea ce indică faptul că amândoi împărtășesc același interes pentru astfel de subiecte.
Totodată, la începutul Half-Life, în scena cu trenul de serviciu, Freeman îl poate observa pe Calhoun încercând bătând într-o ușă blocată, o situație care se repetă în Blue Shift, când Calhoun ajunge la locul de muncă iar ușa nu se deschide din cauza unei probleme.

### Dr. Rosenberg
Doctorul Rosenberg este un savant din Black Mesa, un personaj important în lumea Half-Life. În Blue Shift, Calhoun trebuie să îl aducă pe Dr. Rosenberg în siguranță la un laborator părăsit pentru a putea scăpa din Black Mesa. De asemenea, este un personaj important și în celălalt pachet de expansiune Half-Life: Decay, fiind alături de protagonistele jocului.

### Walter Bennet
Doctorul Walter Bennet este un savant din Black Mesa, care îl ajută pe Dr. Rosenberg să repornească un teleportator abandonat pentru a scăpa din Black Mesa. Bennet este menționat și în pachetul de expansiune anterior, Half-Life: Opposing Force, de o hologramă.

### Harold
Doctorul  Harold a fost un savant din Black Mesa, unde este găsit de către Calhoun într-o încăpere unde a fost împușcat de soldați, informându-l pe Calhoun de un teleportator abandonat pe care voiau să îl repornească.

### Simmons
Doctorul  Simmons este un savant din Black Mesa, care îl ajută pe Dr. Rosenberg să repornească un teleportator abandonat.

### G-Man
G-Man (sau „Government Man”) este enigma universului Half-Life. În contrast cu Half-Life și Opposing Force, G-Man apare o singură dată în Blue Shift, dând impresia că G-Man nu era așa de interesat de Calhoun, precum era de Gordon Freeman și Adrian Shephard.
Identitatea, motivele și viața sa personală rămân un mister, acesta lucrând pentru „Employers”, o organizație necunoscută, posibilă extradimensională.

## Dezvoltarea

Deplasarea spre roșu și deplasarea spre albastru

Blue Shift a fost anunțat în jumătatea anului 2000 făcând parte din portarea Half-Life pe consola Dreamcast. Deși portarea pentru consolă a fost dezvoltată de Captivation Digital Laboratories, Blue Shift a fost dezvoltat tot de Gearbox Software, precum Opposing Force. La început, jocul avea să se numească Half-Life: Guard Duty, Sierra Entertainment anunțând numele Blue Shift pe data de 30 august 2000. La fel ca Opposing Force, numele titlului are semnificația sa, Blue Shift referindu-se la efectul de doppler (deplasarea spre) albastru și numele turei lui Calhoun. Portarea la Dreamcast venea împreună cu un pachet de grafici îmbunătățite, având de două ori mai multe poligoane decât modelele standard create de Valve.
În septembrie 2000 la European Computer Trade Show, informații despre progresul dezvoltării și povestea jocului au fost dezvăluite, împreună cu o dată de lansare pe 1 noiembrie 2000, pentru versiunea Dreamcast a Half-Life. Portarea a fost întârziată de către Sierra deoarece „Acesta fiind primul nostru titlu pentru Dreamcast, a fost un drum greu de parcurs în ceea ce privește abilitatea de a anticipa timpul de dezvoltare, dar sperăm că acest titlu va fi la aceeași nivel ca Half-Life. Sperăm să terminăm în decursul acestui an și să confirmăm asta cât de curând”, a declarat Hillary L. Crowley pentru GameSpot, acesta vrând să îndeplinească „așteptările mari ale consumatorilor”.
Pe 29 martie 2001, Sierra a anunțat că Blue Shift va fi disponibil și pe Windows, ca un joc separat de Half-Life. Pachetul nou de grafici dezvoltat pentru Dreamcast avea să fie, de asemenea, inclus pentru versiunea de Windows, numindu-se Half-Life High Definition pack, având posibilitatea de a fi folosit și pentru Half-Life și Half-Life: Opposing Force. În 2001, la Electronic Entertainment Expo (E3), Gerbox a anunțat faptul că Blue Shift a fost terminat, prezentând o versiune jucabilă a jocului. Blue Shift a fost lansat pe data de 12 iunie 2001 în America de Nord și pe data de 15 iunie 2001 în Europa. Pe data de 16 iunie 2001, Sierra a abandonat portarea Half-Life pentru Dreamcast, citând „schimbarea condițiilor de piață”. O versiune a Half-Life pentru Dreamcast a apărut în cele din urmă pe internet, conținând versiunile complete ale Half-Life și Blue Shift.
Blue Shift împreună cu pachetul de grafici noi avea să lipsească de pe platforma Steam, lansată în septembrie 2003, în ciuda faptului că Half-Life și Opposing Force erau deja disponibile. Blue Shift a fost lansat pe Steam pe data de 29 august 2005 împreună cu pachetul de grafici, care putea fi dezactivat. Blue Shift a fost lansat și de Sierra, făcând parte din Half-Life: Generation în 2002, și făcând parte din pachetul creat de Valve și EA Half-Life 1: Anthology pe 26 septembrie 2005.

## Coloana sonoră
Half-Life: Blue Shift nu conține propria sa coloana sonoră, în contrast cu Half-Life și Opposing Force. Astfel, pentru versiunea de pe Dreamcast, coloana sonoră pentru Half-Life, realizată de Kelly Bailey, a fost refolosită pentru Blue Shift, în timp ce versiunea de pe Windows folosește coloana sonoră din Opposing Force realizată de Chris Jensen.

## Recepție
Half-Life: Blue Shift a vândut aproximativ 800.000 de copii în unități, având recenzii peste medie așa cum este constatat de agregatorul Metacritic.
Într-o recenzie de IGN, criticul Tal Blevins a notat faptul că modul de jocul a Blue Shift-ului este „cam ceea ce ne așteptăm să reiasă din Half-Life” prin combinarea de acțiune și rezolvare de puzzle-le, spunând despre puzzle-uri că „au fost create logic și făcute bine, totuși unele dintre puzzle-uri cu sărituri erau frustrante”. IGN a aclamat jocul pentru menținerea „epică” a jocului precum în cel de bază, dar criticând timpul de joc scurt.
Criticul Greg Kasavin, aparținând GameSpot, a fost de acord cu criticile de la IGN, spunând că „nu este vorba despre faptul că jocul este atât de ușor încât îl face un joc scurt -- tot te-ar lua între patru și 10 ore să îl termini”, și că Blue Shift „nu înseamnă mare lucru". Pe lângă asta, Kasavin a vorbit despre pachetul de grafici adus în Blue Shift cum „reîmprospătează unele din grafici de-alungul Half-Life, și face jocul să arate umpic mai nou”, acest pachet de grafici fiind „bine venit” dar „tot nu fac Half-Life să arate ca un joc nou”.
Alți critici au avut aceleași păreri despre Blue Shift. Criticul Jamie Madigan, aparținând GameSpy, a notat faptul că „ce trage jocul în joc este faptul că nu inovează”. Totuși scriind despre joc cum că „pare mai mult a niște nivele adiționale pentru jocul de bază”, a notat faptul că asta ar fi trebuit să fie Blue Shift, dat fiind menirea sa pentru consola Dreamcast. Madigan a descris povestea single-player ca fiind „decentă” și a comentat despre noile grafici făcând jocul „să merite o considerare”. Eurogamer a criticat, de asemenea, timpul de joc scurt. Criticul Tom Bramwell, aparținând Eurogamer, a notat că „chiar dacă îmi este greu să critic ceea ce primesc, absența totală a tot ce am învățat de la Counter-Strike ș.a.m.d este bizar”. Bramwell a mai criticat și inteligența artificială din joc și problema care cauza jucătorul să fie blocat într-un perete.
Criticul Mark Hill, aparținând PC Zone, a fost mai indulgent, aclamând inteligența artificială a jocului ca fiind „ceea ce ai vrea de la un inamic IA”. De asemenea, Hill a aclamat lumea din jur mai vioaie, spunând că „o lumge întreagă se mișcă în jurul tău, oameni mâncând la cantină și savanții spălându-și hainele. Complexul este mai vioi ca niciodată.”. Hill a mai aclamat și interacțiunile dintre jucător și savanți „fiind oameni de adevăratelea decât două sau trei modele clonate în întregul complex, repetând aceleași fraze”, aclamând asta ca fiind o „realizare măreață” pentru Blue Shift. Totuși, în comparație cu pachetul de expansiune precedent, Hill a notat că Blue-Shift „nu merită să fie menționat lângă Opposing Force, darămite Half-Life”. Recenzia de la PC Zone s-a încheiat cu „ca un port pentru Dreamcast, este perfect, dar ca un titlu pentru calculator, nu este îndeajuns”.
Criticul Jim Preston, aparținând NextGen, a acordat Blue-Shift o stea din cinci. În recenzia sa negativă, critică graficile jocului spunând „dacă ați uitat cum arătau graficile în 1998, Blue-Shift vă va readuce aminte”. Preston a criticat și noile grafici „făcând personajele să arate mai bine, dar nu îmbunătățește restul jocului deloc”. Acesta a criticat și modul de joc „foarte plictisitor” care conține „câteva secvențe scriptate, dar multe dintre ele sunt prost făcute”, de asemenea, criticând timpul jocului, notând că „nu este nimic nou sau interesant în cele șase, opt ore ale jocului”, adăugând „a doua oară când ne-am jucat, am terminat jocul în mai puțin de 90 de minute. Nu vă deranjați”. Preston a încheiat recenzia spunând jucătorilor că „dacă vreți mai mult Half-Life, săriți peste acest „joc” și jucați modificările on-line făcute de Neil Manke „They Hunger”, sau „Day of Defeat” ”.